# Carlos Delfino
Carlos Delfino, född 29 augusti 1982 i Santa Fe i Argentina, är en argentinsk idrottare som tog OS-brons i basket 2008 i Peking. Detta var Argentinas andra medalj i herrbasket vid olympiska sommarspelen, efter guldet 2004 i Aten, där Delfino deltog.